# 诺阿亚克 (洛泽尔省)
诺阿亚克（法語：Noalhac）是法国洛泽尔省的一个市镇，属于芒德区（Mende）富尔内尔县（Fournels）。该市镇总面积13.51平方公里，2009年时的人口为99人。

## 人口
诺阿亚克人口变化图示